# Wasmannia auropunctata
La hormiguita de fuego (Wasmannia auropunctata) es una hormiga social muy pequeña (alrededor de 1,5 mm de largo), de color castaño claro a castaño dorado. Es nativa de América Central y del Sur y ahora está esparcida por partes de África (incluidos Gabón y Camerún), América del Norte, las Antillas y seis grupos de islas del Pacífico (incluidas las islas Galápagos, Hawái, Nueva Caledonia y las islas Salomón) y el nordeste de Australia (Cairns). Está incluida en la lista 100 de las especies exóticas invasoras más dañinas del mundo de la Unión Internacional para la Conservación de la Naturaleza.

## Nombres
En Cuba es una especie introducida invasora, y recibe el nombre de santanilla, o santanica porque cuando comenzó a ser abundante en la región donde apareció, Sancti Spíritus, llamaron a un cura para exonerarla, quien rogó el auxilio de Santa Ana de la cual tomó el nombre. La especie fue descrita por primera vez en 1863 a partir de especímenes provenientes de Cuba y nombrada originalmente Tetramorium auropunctatum. En Puerto Rico se la conoce como albayalde, hormiguilla y yerba de guinea, en Panamá y en la costa colombiana, como candelilla, y en otros países, como hormiga roja, hormiga colorada, hormiga eléctrica u hormiguita de fuego debido al dolor ocasionado por su picada. En Brasil recibe el nombre de formiga pixixica. Otros nombres en otros idiomas son: Rote Feuerameise (alemán), electric ant o small fire ant (inglés), fourmi rouge o petit fourmi de feu (francés) y tsangonawenda (en Gabón).

## Descripción
Las obreras no presentan diferenciación en castas, son muy pequeñas, con alrededor de 1,5 mm de largo, y son de color castaño claro a castaño dorado. El gáster es a menudo más dorado. La cabeza es aparentemente grande en relación con el cuerpo, que se ve más corto al estar el gáster inclinado hacia abajo. Las antenas tienen 11 segmentos, los dos últimos son más grandes y forman una maza diferenciada. Los escapos de las antenas (primer segmento) son cortos, no sobrepasan el borde posterior de la cabeza. Pueden insertarse, para proteger las antenas, dentro de canales que se extienden en la cabeza hasta casi su borde posterior. Los ojos son relativamente pequeños y se cuentan solo 6 omatidios en su longitud mayor. La superficie del tórax es muy rugosa y con apariencia opaca, tiene en la parte posterior dorsal (propodeales o epinotales) dos espinas largas y agudas, que en la base están cercanas y divergen hacia atrás con una ligera curvatura hacia adentro en vista dorsal. Presenta el pedicelo (dos segmentos entre el mesosoma y el gáster) formado por el pecíolo y el post-pecíolo. El pecíolo tiene forma de hachuela, con un nudo de forma casi rectangular visto de perfil y más alto que el post-pecíolo. El gáster es brillante, sin rugosidades. Pelos erectos y relativamente largos cubren el cuerpo de forma espaciada.

## Comportamiento
Son hormigas de andar pausado, que siguen bastante fielmente largas rutas de muchos metros desde el hormiguero a sus sitios de aprovisionamiento. Son hormigas generalistas, que se aprovechan de una amplia variedad de alimentos. Cazan algunos invertebrados, consumen restos de animales muertos, roban comida de otras hormigas, consumen semillas, y otras partes de vegetales, pero tienen especial predilección por néctares de flores y nectarios, y por los mielatos de insectos homópteros a los que cuidan. Son cooperativas en el transporte de piezas de alimento grandes. Las obreras recolectoras son activas las 24 horas del día, aunque son más activas en la noche. Su pequeño tamaño no limita su agresividad contra otras hormigas y son capaces de aniquilar o expulsar a otras especies en defensa de sus fuentes de alimento. Sin embargo, son poco agresivas con individuos de su misma especie aunque provengan de otra colonia. Son notables también por su dolorosa picada, desproporcionada para su tamaño. En Cuba muchas personas se quejan de que su picadura es tan intensa que el dolor de esta dura aproximadamente 45 minutos.

## Hormiguero
El hormiguero no suele ser muy definido, sino que usan cualquier sitio útil disponible al amparo de la lluvia, junto al suelo o elevado en árboles y plantas, en rocas, macetas o en viviendas humanas. La colonia es por lo tanto dispersa y móvil, y va generando nuevos núcleos inicialmente muy pequeños, que se mantienen en contacto con el núcleo de origen, y crecen y se reubican fácilmente en caso de ser afectados. El hormiguero puede tener una o más reinas. La reina puede vivir usualmente cerca de un año. Se producen hembras y machos reproductores a lo largo de casi todo el año. En su hábitat original anidan y se alimentan principalmente en la hojarasca. En áreas no perturbadas de Panamá, donde la distribución de la especie es natural, se han encontrado densidades de 0,05 a 0,13 núcleos de hormigueros por cada metro cuadrado. En ecosistemas perturbados y en áreas fuera de la distribución natural la densidad de nidos o núcleos por metro cuadrado puede ser mucho más alta, por ejemplo en Islas Galápagos, llegan a 0,75 a 2,7 núcleos/m².

## Reproducción
Lo común en otras hormigas es que los machos se produzcan de huevos haploides no fecundados, y que los huevos fecundados produzcan las hembras, es decir las obreras estériles y las reinas, que son una nueva combinación de los aportes de padre y madre. Sin embargo, en W. auropunctata, se ha demostrado que los machos y reinas son reproducidos de forma clónica. Las reinas son producidas por huevos no fecundados que por partenogénesis duplican su genoma, y resultan así idénticas a la madre. Los machos, que son haploides, son producidos por huevos fecundados que pierden el aporte materno y son por lo tanto clones del genoma nuclear del macho progenitor. Las obreras son los únicos individuos diploides resultantes de fecundación, pero son estériles. Así, aunque en la especie hay líneas genéticas separadas para cada sexo reproductor, estas dependen una de la otra para sobrevivir, porque el resultado de su mezcla son las obreras. Estas, a pesar de ser estériles, aseguran la organización social de la especie y el buen funcionamiento de las colonias.

## Dispersión
Como la especie no obtiene los beneficios de la reproducción sexual exogámica, el vuelo nupcial se hace innecesario para encontrar una pareja. Las reinas tienen alas cuando son jóvenes, pero no realizan el vuelo nupcial. Se ha demostrado que una reina nueva sobrevive mal sin la ayuda de algunas obreras, las que no podrían acompañarla en un vuelo nupcial. Aunque no se benefician de la dispersión por vuelo nupcial, la colonia invade nuevos territorios emitiendo nuevas colonias hacia el exterior de su centro de origen. Como la agresividad entre miembros de núcleos diferentes de una misma localidad, y aun entre los alejados es débil, una colonia puede irradiar por gemación para formar en la práctica una colonia multicéntrica. Una colonia puede llegar a expandirse radialmente hasta 500 metros en un año si las condiciones son propicias. Así va invadiendo territorios de enorme superficie. 
Además de la dispersión normal por gemación de colonias, durante las inundaciones pueden ocurrir traslados de colonias situadas en objetos flotantes. Estas colonias podrían también superar barreras marítimas entre islas cuando objetos como los cocos sirven de transporte. El hombre es el mayor responsable de la amplia distribución actual. El comercio de productos es el causante del traslado transoceánico de la especie. El comercio de plantas ornamentales es la fuente de infestación en invernaderos de países de climas fríos. En África hacia 1920, la especie fue introducida deliberadamente por agrónomos en Gabón como controladora de plagas del cacaotero. Actualmente en Camerún la especie se ha extendido 120 km al sur y 300 km al norte desde el origen de introducción y se considera que en toda esa extensión constituye una única supercolonia.

## Hábitat
En los países donde es nativa, W. auropunctata es una plaga en los bosques perturbados y en áreas agrícolas. Sus densidades pueden ser muy elevadas en las plantaciones, como en plantaciones de caña de azúcar y en los cacaotales. En los bosques fragmentarios la densidad de W. auropunctata está correlacionada con una pobre diversidad de otras hormigas. Compiten muy eficientemente en la explotación de los recursos del medio, y pueden disminuir o anular a otras hormigas competidoras. La especie es generalista también en la elección del lugar de anidación. Estos pueden encontrarse en amplia variedad de hábitats, desde viviendas urbanas y rurales y en sus alrededores, y en campos agrícolas, en matorrales y hasta en bosques que pueden ser naturales o perturbados o artificiales. Pueden vivir en hábitats húmedos o secos y en zonas costeras. Por sus limitaciones dispersivas, no es colonizadora temprana de hábitats perturbados. En zonas de climas fríos no logran establecerse en hábitats naturales, pero han logrado establecerse en edificaciones con temperaturas cálidas, como en viviendas e invernaderos, en Los Ángeles y San Francisco (California, EE. UU.), Gran Bretaña y Canadá. En esos lugares el frío impide la dispersión local, pero el traslado y exportación de plantas infestadas pueden servir para que estas poblaciones invadan nuevas regiones y países más cálidos.

## Especie ecológicamente exitosa
A pesar de no beneficiarse de la recombinación de los aportes materno y paterno como fuente de variación transmisible para la adaptación al medio, esta especie es ecológicamente muy exitosa. Su éxito se debe a numerosas razones como son: alimentación generalista, cópula dentro del nido, reproducción clónica, desarrollo de las colonias por gemación con el auxilio de la colonia inicial, falta de agresividad con las hormigas de su misma especie, creación de supercolonias, reclutamiento de gran cantidad de individuos, actividad a toda hora, y comportamiento oportunista que les permite apropiarse de la totalidad de los recursos disponibles en el ambiente en detrimento de especies competidoras.

## Distribución
Es originaria de países de tropicales de América continental (Neotrópico) pero no está claro cuan expandida estaba en esos territorios antes de su dispersión por el hombre. En Chile y en el territorio continental de Ecuador no existen registros de su presencia. Ha sido introducida en las Antillas, Bahamas, Bermuda, Florida, California, África centro occidental (Gabón y Camerún), y en numerosas islas del Pacífico como: las Galápagos, Nueva Caledonia, las Salomón, Vanuatu, las Hawái, Fiyi, Wallis y Futuna, Tahití y también está presente en Cairns, nordeste de Australia. Es muy probable que se siga expandiendo por otras islas mediante el comercio. En Canadá y Gran Bretaña es una plaga de invernaderos. En España ha sido recientemente detectada nidificando en el exterior.

## Plaga invasora
La introducción por el ser humano ha causado que esta especie se haya difundido por muchos países del trópico mundialmente. Y como es extremadamente exitosa en términos ecológicos, como especie exótica en esos países contribuye a la reducción de la diversidad de especies, al estar involucrada en la disminución de la abundancia total de insectos voladores y arborícolas, y en la eliminación de poblaciones de arácnidos. En Galápagos, comen las tortugas galápagos recién nacidas y atacan los ojos y las cloacas de las tortugas adultas. Se considera que es quizás la especie de hormiga que más amenaza a la región del Pacífico. En África Central la especie se expande sin límites y está afectando a numerosas especies animales, incluso los elefantes son afectados al atacar sus ojos. Esta especie es una de las cinco especies de hormigas incluidas en la lista de las 100 peores especies invasoras de la Base de Datos Global de Especies Invasoras (Global Invasive Species Database) del IUCN SSC Invasive Species Specialist Group (ISSG). En Santa Fe, pequeña isla de las Galápagos se ha conseguido erradicar esta especie mediante venenos para hormigas no selectivos, por fuego o por eliminación de vegetación.